# Ilova (rzeka)
Ilova (dawniej Stupčanica) – rzeka w środkowej Chorwacji, dopływ Lonji w dorzeczu Sawy. Jej długość wynosi 86 km.
Płynie przez Moslavinę. Jej głównym dopływem jest Toplica. Powierzchnia jej dorzecza wynosi 1049 km². Wypływa na południowo-wschodnich zboczach Bilogory, na wysokości 200 m n.p.m. Do Lonji wpada w okolicy wsi o tej samej nazwie.